# Вулька-Чепова
Вулька-Чепова (пол. Wólka Czepowa) — село в Польщі, у гміні Клодава Кольського повіту Великопольського воєводства.
Населення — 282 особи (2011).
У 1975-1998 роках село належало до Конінського воєводства.

## Демографія
Демографічна структура станом на 31 березня 2011 року:
|          | Загалом | Допрацездатний вік | Працездатний вік | Постпрацездатний вік |
| -------- | ------- | ------------------ | ---------------- | -------------------- |
| Чоловіки | 141     | 22                 | 105              | 14                   |
| Жінки    | 141     | 20                 | 82               | 39                   |
| Разом    | 282     | 42                 | 187              | 53                   |